# 앤서니 베리
앤서니 조지 베리 경(Sir Anthony George Berry, 1925년 2월 12일 ~1984년 10월 12일)은 영국의 정치인이자 영국 보수당 의원이다. 영국 보수당 회의가 있던 1984년 10월 12일에 브라이턴의 고급 호텔이었던 브라이턴 호텔에 아일랜드 공화국군은 폭탄 테러를 감행했다.(일명 브라이턴 호텔 테러 사건) 이로 인해 그는 59세의 나이로 사망했다.
테러범이었던 패트릭 메기는 1986년 9월에 8년형을 선고받았으나 성 금요일 평화협정 기간에 석방되었다.